# Siepen (Geographie)

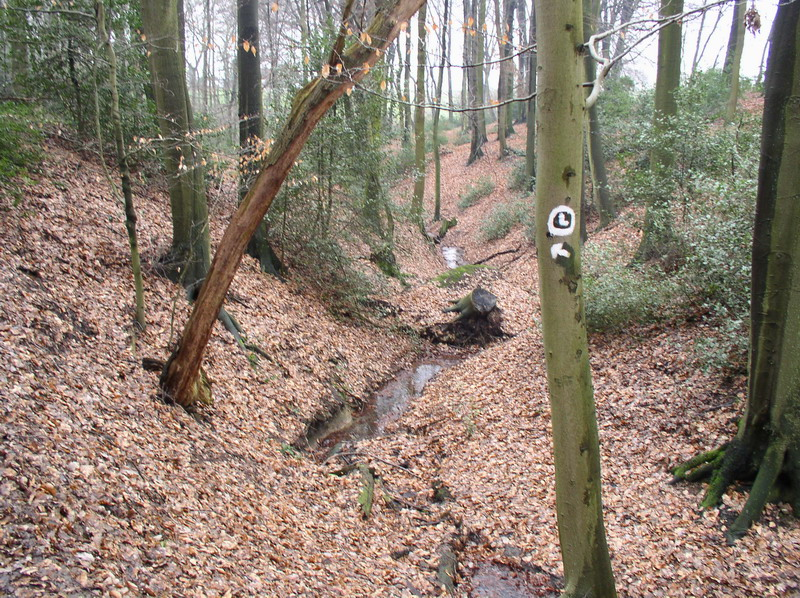
Ein typischer Mittelgebirgssiepen/-siefen

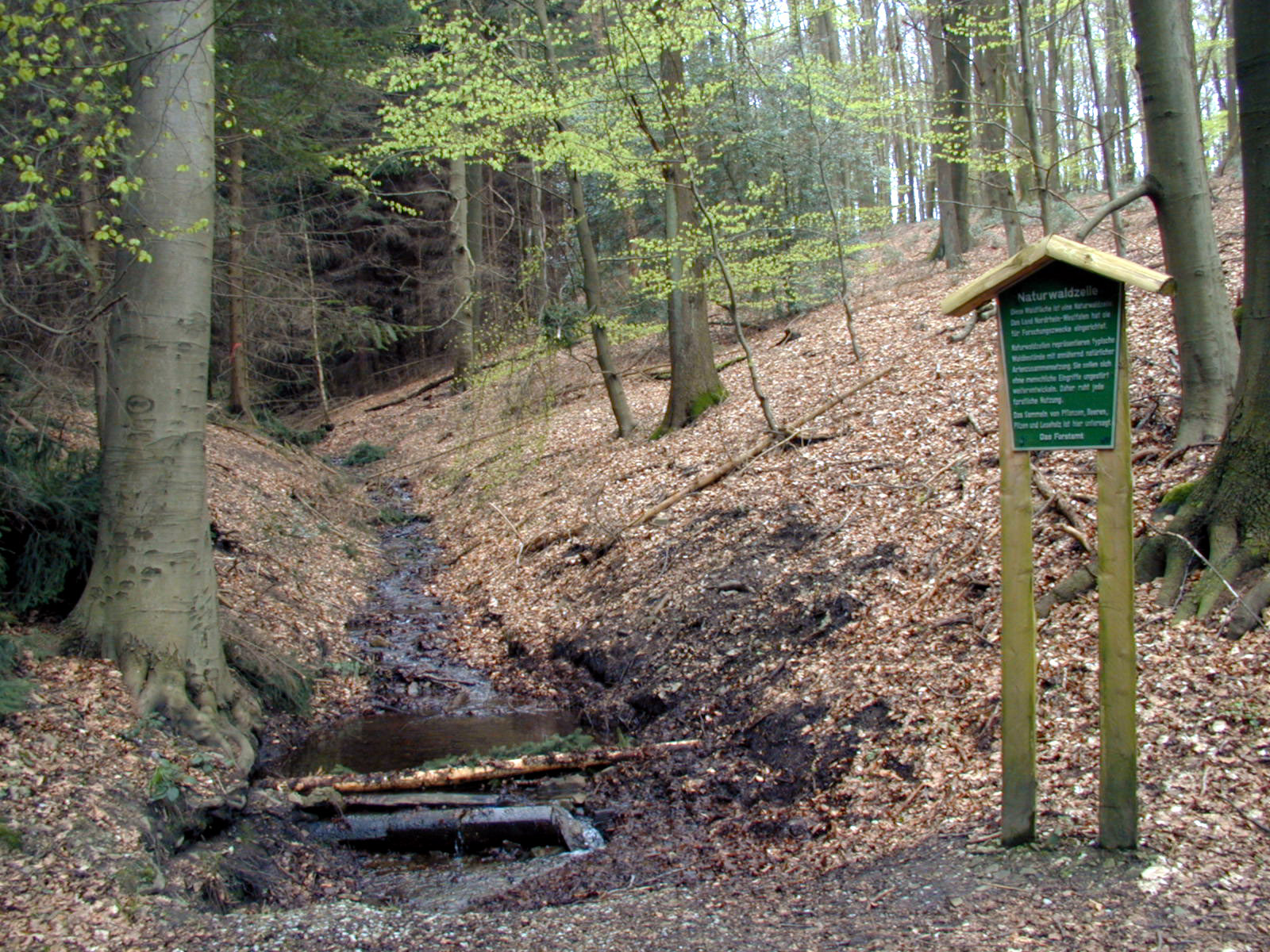
Der Meersiepen im Staatsforst Burgholz östlich der Wupper

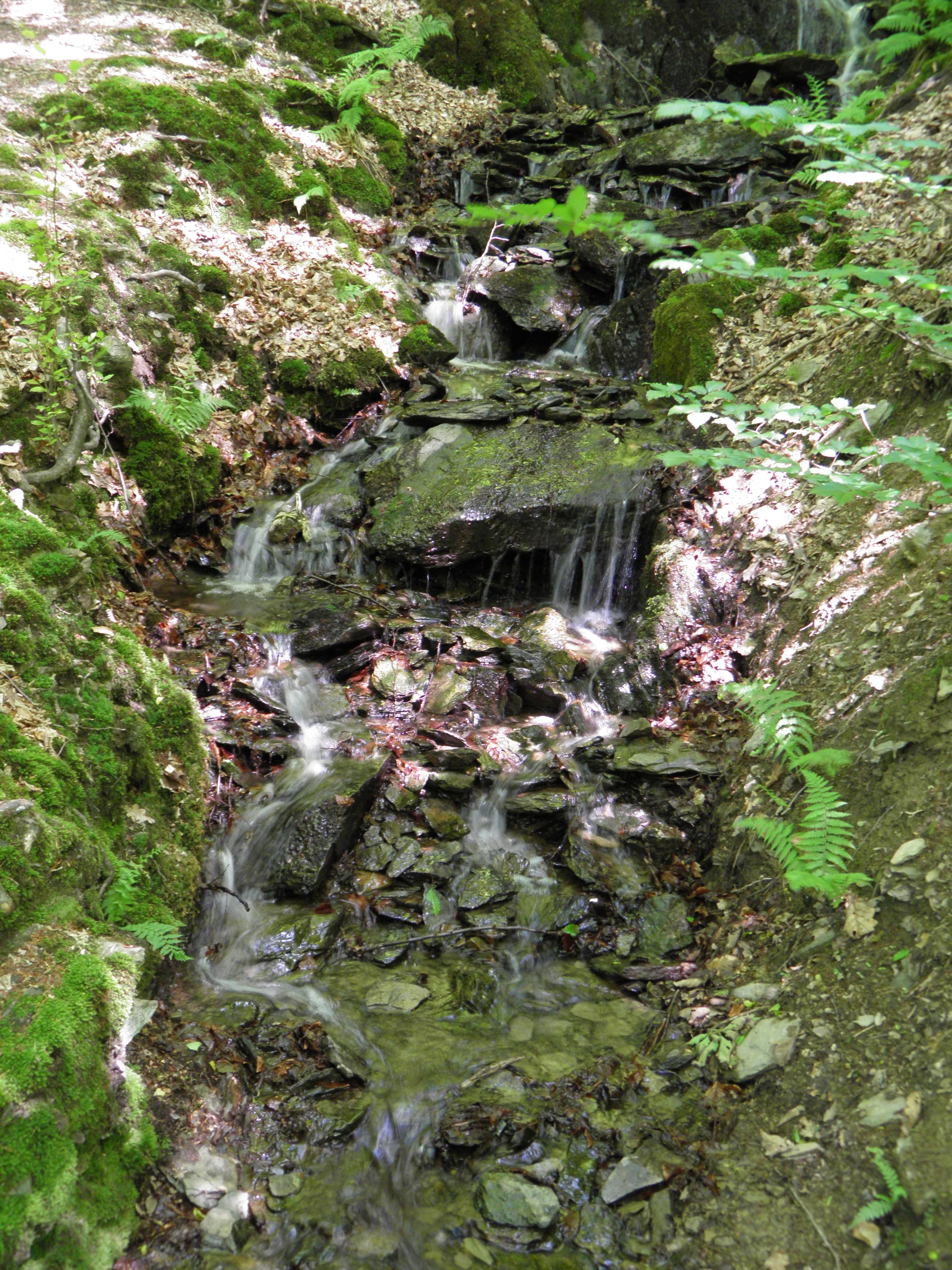
Siepen im Bergischen Land (Remscheid) an einem felsigen Nordhang

Das oder der Siepen, Siefen, Seifen oder Seipen (abgeleitet von mnd. sîpe: „feuchte Niederung“ oder „kleines Flüsschen, Bächlein“; vgl. sîpen: „tröpfeln, triefen“) bezeichnet  regionaltypisch im nordwestlichen Deutschland ein meist schmales, feuchtes, schluchtartiges Kerbtal des Mittelgebirges mit einem Quellbach. Im süddeutschen Raum ist für eine solche Talform die Bezeichnung Klinge gängig.
Die Quellbäche im Tal führen nicht unbedingt ganzjährig Wasser, haben aber gleichwohl das Kerbtal eingegraben. In der Nacheiszeit waren die abfließenden Wassermengen in den Mittelgebirgen größer, so dass sich die Bäche damals stärker als heute in das Gelände einschneiden konnten.
Im ostwestfälischen Ravensberger Land und im Lipperland (dort unter der Bezeichnung Siek) zeigen solche ehemaligen Kerbtäler nach Melioration des Geländes für die Landwirtschaft heute meist Trogform.

## Sprachliche Verbreitung und Abwandlungen
Die Bezeichnung findet sich als Bestandteil von Eigenbezeichnungen häufig vom mittleren  und südlichen Ruhrgebiet bis in das südliche Westfalen (Sauerland), sowie im angrenzenden Bergischen Land, im Siegerland und im südlichen Rheinland. In Nordhessen ist die Bezeichnung im ehemaligen niederdeutschen Sprachgebiet im Landkreis Waldeck-Frankenberg bis Korbach und Bad Arolsen verbreitet.
Die Wortformen Siefen und Seif sind im fränkisch-hessischen Bereich vorherrschend. Die Form -siepen (mit p) als Namensbestandsteil von Gewässer- oder Ortsnamen findet sich dagegen hauptsächlich im nördlichen Bergischen Land bis nach Südwestfalen. Der Unterschied in der Schreibweise spiegelt Dialektunterschiede wider, die durch verschieden starke Lautverschiebung entstanden; die Region, in der die Bezeichnung vorkommt, ist von den Dialektgrenzen des sogenannten Rheinischen Fächers durchzogen.
Im Bestimmungswort des Namens Siebengebirge ist möglicherweise die Wurzel Siepen enthalten. Im Solinger Platt bedeutet siepenaat „völlig durchnässt“.
Die etymologische Verwandtschaft des im Mittelniederdeutschen eine gleichartige fluviale Form bezeichnenden Begriffs sike zu Siepen ist möglich (vgl. auch oben, regional: Siek).